# Carlos Alberto Silva
Carlos Alberto Silva (Bom Jardim de Minas, 14 agosto 1939 – Belo Horizonte, 20 gennaio 2017) è stato un allenatore di calcio brasiliano che ha allenato la Nazionale brasiliana dal 1987 al 1988.

## Carriera

### Inizi
Laureato in educazione fisica all'Università Federale di Minas Gerais, iniziò la carriera di allenatore guidando il Guarani Futebol Clube, squadra di Campinas, nello stato di San Paolo, che guidò alla vittoria del primo titolo nazionale della sua storia, nel 1978, a soli 39 anni di età. Nel 1980 prese la guida del San Paolo, con cui vinse il Campeonato Paulista, guidando una squadra che annoverava tra i suoi talenti Darío Pereyra e Oscar. Nel 1981 sedette sulla panchina dell'Atlético Mineiro, con cui vinse il Campeonato Mineiro. Due anni dopo guidò il Santa Cruz alla conquista del Campeonato Pernambucano, guadagnandosi la fama di allenatore vincente, in quanto aveva conquistato titoli in ogni squadra che aveva allenato.

### La nazionale brasiliana
Dopo un'esperienza alla guida del Cruzeiro, venne chiamato nel 1987 dalla CBF per guidare la Nazionale brasiliana in vista della Copa América di Argentina 1987. Silva affidò la squadra ai nuovi talenti Raí e Müller, il primo ventiduenne e il secondo ventunenne, aprendo le porte della nazionale anche a Romário, Ricardo Rocha e Jorginho, tutti futuri campioni del mondo a campionato del mondo 1994. La Copa América 1987 si aprì bene per la squadra brasiliana, con una vittoria per 5-0 sul Venezuela, ma alla partita decisiva contro il Cile la nazionale verdeoro fu sconfitta per 4-0 con doppiette di Basay e Letelier, cedendo così il primo posto nel girone e la conseguente qualificazione alla nazionale cilena. Nonostante questa sconfitta, la federazione mantenne Silva in carica, e l'allenatore vinse i Giochi Panamericani del 1987, tenuti ad Indianapolis. Nel 1988 Silva guidò la nazionale durante le Olimpiadi di Seul 1988, giungendo in finale, ma perse l'oro ai supplementari contro l'Unione Sovietica. Nel 1989 la federazione brasiliana decise quindi di affidare la panchina a Sebastião Lazaroni.

### Gli anni '90
Nel 1989 Silva guidò il San Paolo alla conquista del Campeonato Paulista, il secondo della sua carriera di allenatore, e nel 1990 gli fu affidata la panchina dei Yomiuri Kawasaki, che portò fino alla vittoria del titolo nazionale. Nel 1991 fu chiamato dai portoghesi del Porto, con i quali vinse la Primeira Liga e la Supercoppa di Portogallo. Nel 1993 fece ritorno in patria, allenando il Cruzeiro e il Corinthians; nel 1995 allenò i rivali del Corinthians, il Palmeiras. Nel 1996 guidò gli spagnoli del Deportivo La Coruña, vincendo il Trofeo Teresa Herrera nel 1997. Tra il 1997 e il 2000 allenò il Goiás, il Guarani per la seconda volta e il Santos.

### Gli anni 2000
Nel 2000 tornò per la terza volta al Guarani, a 22 anni di distanza dallo storico titolo nazionale; vi rimase fino al 2002, quando ebbe la sua ultima esperienza in Europa, con il Santa Clara, in Portogallo. Nel 2004 allenò per un breve periodo l'América Mineiro, e chiuse la carriera di allenatore nel 2005 alla guida dell'Atlético Mineiro.

## Palmarès

### Club

#### Competizioni statali
- Campeonato Paulista: 2

San Paolo: 1980, 1989
- Campeonato Mineiro: 1

Atlético-MG: 1981
- Campeonato Pernambucano: 1

Santa Cruz: 1983
- Taça Guanabara: 1

San Paolo: 1989

#### Competizioni nazionali
- Campionato brasiliano: 1

Guarani: 1978
- Campionato giapponese: 1

Yomiuri Kawasaki: 1989-1990
- Campionato portoghese: 2

Porto: 1990-1991, 1991-1992
- Supercoppa di Portogallo: 1

Porto: 1991

#### Competizioni internazionali
- Copa Master de Supercopa: 1

Cruzeiro: 1994

### Nazionale
- Giochi panamericani: 1

Indianapolis 1987
- Argento olimpico: 1

Seul 1988

### Individuale
- Panchina d'argento: 1

1991-1992